# براد روبرتس
براد روبرتس (بالإنجليزية: Brad Roberts)‏ (و. 1964  م) هو مغني كندي، ولد في وينيبيغ، يستخدم آلات قيثارة.

## التعليم
تعلم في جامعة وينيبيغ.

## روابط خارجية
- براد روبرتس على موقع IMDb (الإنجليزية)
- براد روبرتس على موقع ميوزك برينز (الإنجليزية)
- براد روبرتس على موقع أول ميوزيك (الإنجليزية)
- براد روبرتس على موقع ديسكوغز (الإنجليزية)